# Helge Johansson (skulptör)
Helge Johansson, född 1908 i Loshult, död 1973, var en svensk skulptör.
Helge Johansson utbildade sig på Tekniska skolan och på Högre konstindustriella skolan i Stockholm. Han var lärare på Konstfack fram till 1973.
Helge Johansson vann andra pris i en tävling under andra världskriget om en fontän på Hertig Johans torg i Skövde, med motiv "ur stadens historia, dess geografiska belägenhet eller ur dit förlagd praktisk verksamhet eller ur svensk beredskap". Vann gjorde Ivar Johnsson med sitt förslag till Livets brunn. Styrelsen för Egnellska fonden, som bland annat donerade medel för stadens konstnärliga utsmyckning, begärde att även Helge Johanssons förslags Gyllen skulle utföras. Bägge fontänerna invigdes samtidigt av prins Bertil i september 1950.
Helge Johansson är far till formgivaren Jan Johansson.

## Offentliga verk i urval
- Tre väggskulptur med motiv ur Malmös historia, 1942, Drottninggatsentrén till Malmö Latinskola
- Gyllen, fontän, 1950, i Kyrkparken i Skövde
- Sankta Elin i Våmbs kyrka
- Clown på hjul, brons, 1962, Folkets Park i Trelleborg

## Galleri

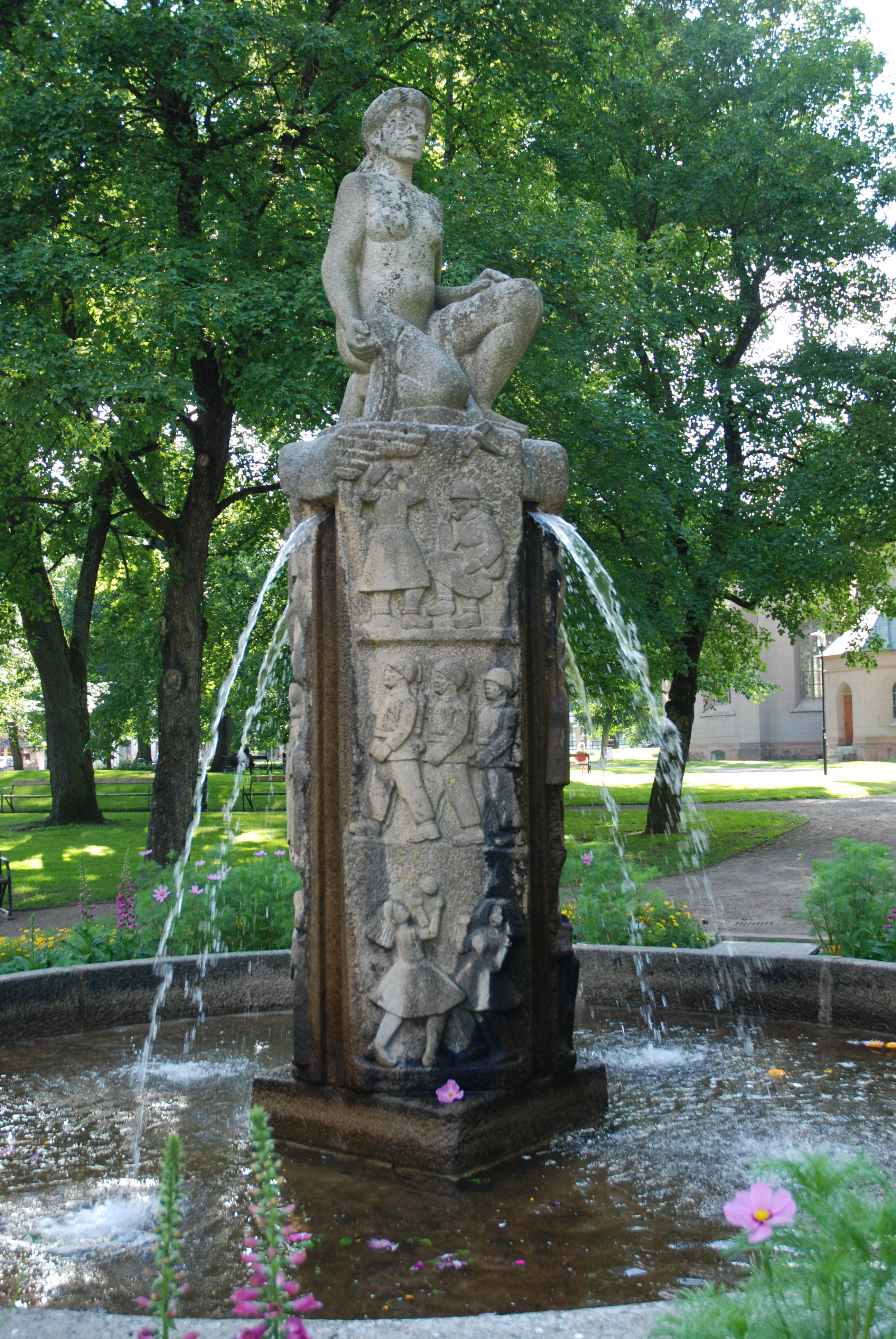
Gyllen i Skövde
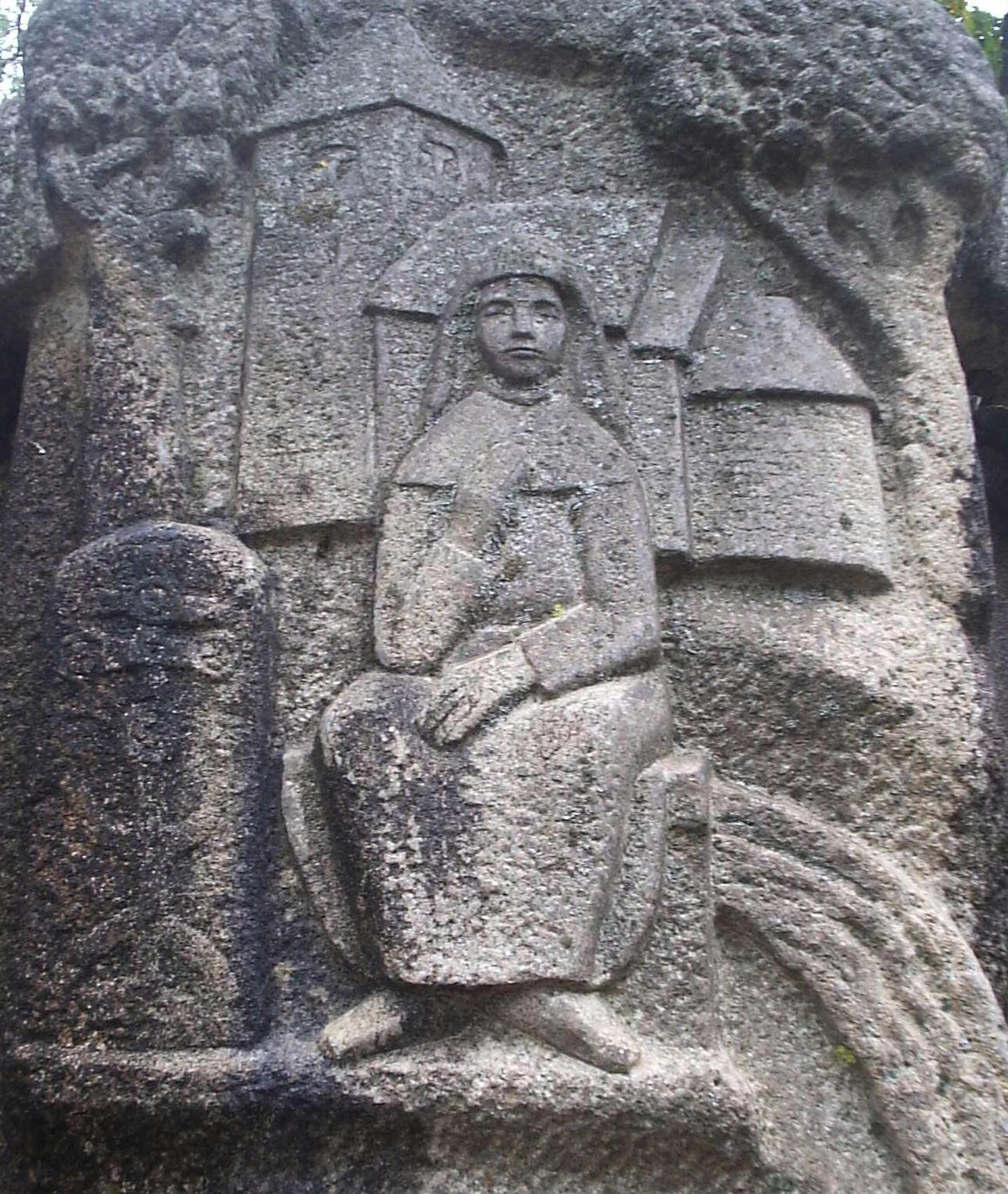
Elin av Skövde, detalj av Gyllen i Skövde
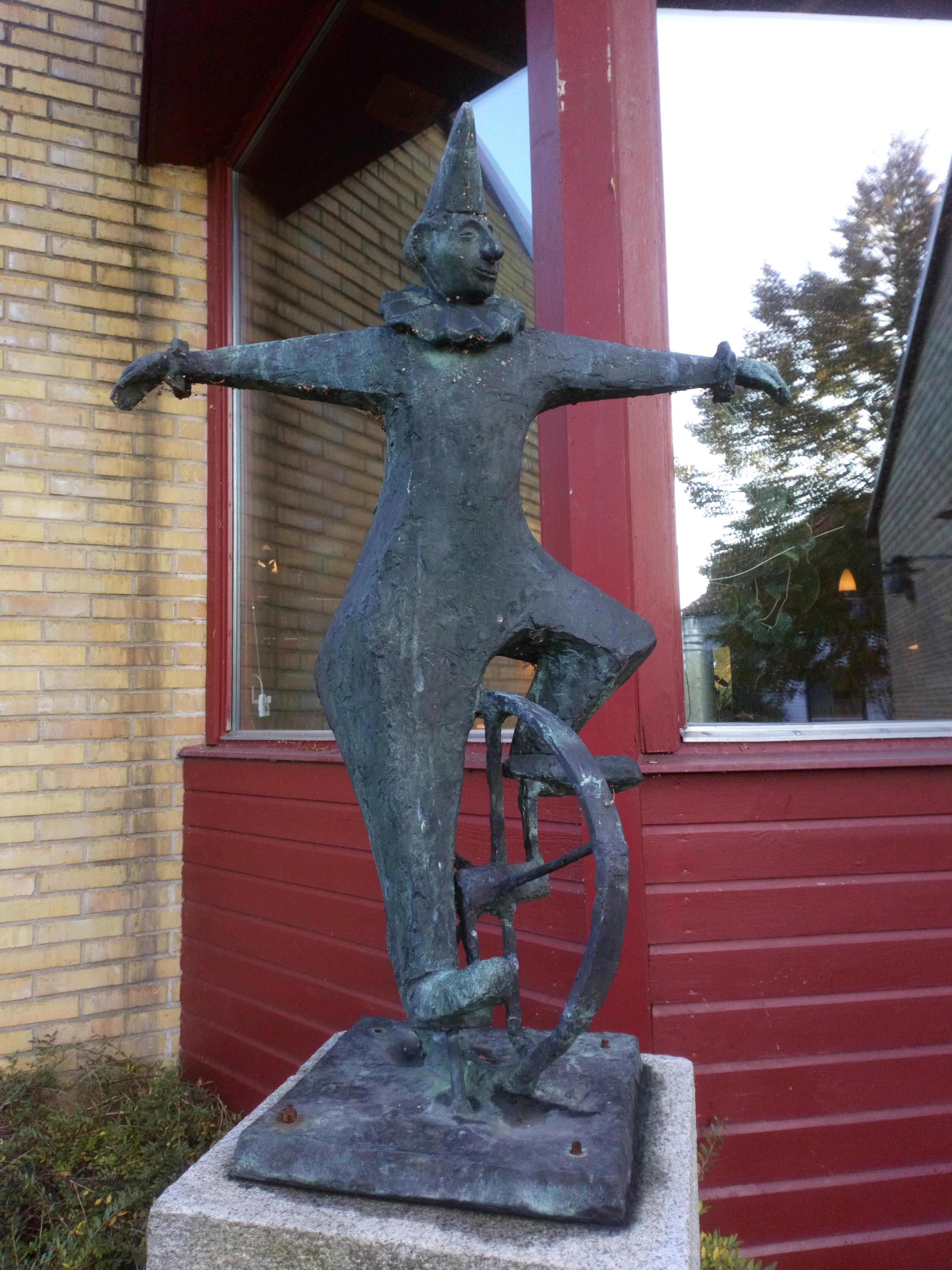
Clown på hjul i Trelleborg